# 압구정 종갓집
《압구정 종갓집》은 2003년 11월 3일부터 2004년 10월 8일까지 방송되었던 시트콤이다.

## 소개
옛것과 전통을 중시하는 종갓집과 그 가족이 일하는 곳인 `로펌'을 중심으로 벌어지는 이야기를 코믹하게 담은 시트콤

## 기획 의도
우리나라에는 가정이란 것이 무엇인가를 보여주는 훌륭한 가정의 모델이 있다.
바로 종갓집이 그것이다.
근 600년을 이어오며, “나”라는 이기주의가 아닌 “가족”이라는 공동체 정신을 중심으로 살아온 사람들. 자신들에겐 엄격하되 타인에겐 한없이 베푸는 것을 덕망으로 삼고 살아온 이들이 바로 종갓집 사람들이다. 가족에서 사회로, 나아가 국가로 확대되는 그들의 올곧은 가치관과 인간사랑의 뿌리는 현재 우리 사회가 반추해 보아야할 가정의 표본이라 하겠다.
따라서 본 시트콤은 사라져 가는 이 사회의 미덕들을 재건하고, 가정의 소중함을 부활시킴으로써 시청자들에게 건강한 웃음과 아름다운 감동을 전해주고자 한다.
또한 세계 유일의 가족공동체인 종갓집을 배경으로 하여 타사 시트콤과의 획기적인 차별화를 시도하고, 전 국민의 따뜻한 정서를 유발하여 시트콤 종주국인 SBS의 대표 국민시트콤으로 다시 한번 자리 매김 하고자 한다.

## 줄거리
서울 압구정 한복판에 유구한 세월을 이어온 뿌리깊은 한식당 압구정 종갓집.
가업을 이어 종손 윤식(백윤식)이 한식당을 물려받는 경사스러운 날에 겹경사가 또 있었으니, 차종손 민(정민)은 로펌 사무실을 차리고, 덕분에 백수신세였던 준규(박준규)는 사무장이 된다.
한식당에서 윤식은 기선제압을 위해 기존 거래처를 바꾸고, 주방장과 대립하게 된다. 주방장은 분노를 감추지 못하고 식당 식구들과 단체행동, 파업에 들어간다.
파업과 해고라는 팽팽한 대립을 펼쳐지던 한식당은 과연?
친구 희진(우희진)과 동업으로 로펌 사무실을 차린 민이 맡은 사건은 매맞는 남편의 이혼소송!! 합기도 사범이지만, 의뢰인이 매맞는 남편임을 증명할 길은 없고... 첫 소송부터 만만치 않은데...
연수원 1000명 중 999등 민은 첫 재판을 과연 승리로 이끌 것인가?

## 등장 인물

### 종갓집 사람들
- 나문희 : 할머니 역
- 백윤식 : 아버지 역
- 김자옥 : 어머니 역
- 박준규 : 삼촌, 백준규 역
- 정민 : 아들, 백민 역 (중도하차)
- 추자현 : 첫째 딸, 백자현 역
- 김고은 : 둘째 딸, 백별 역 (중도하차)
- 양상모 : 막내 아들, 백켠 역
- 조정은 : 준규 딸, 백정은 역

### 그 외 인물
- 우희진 : 여 변호사 역
- 최성국 : 세입자 역 (중도합류)
- 후에키 유코 : 로펌 사무원 역
- 지수원 : 종갓집 매니저 역
- 박광정 : 종갓집 주방장 역 (중도하차)
- 조달환 : 종갓집 주방보조 역
- 김수근 : 로펌 사무장 역 (중도하차)
- 원영 : 로펌 비서 역 (중도하차)

### 게스트
- 1회: 김명국
- 2회: 정려원
- 3회: 김형일
- 4회: 조여정
- 5회: 박형준
- 6회: 김을동
- 8회: 리마리오
- 9회: 조형기
- 10회: 김성경
- 11회: 김숙
- 14회: 소유진
- 15회: 심형탁
- 17회: 박준면
- 19회: 비
- 21회: 이연경, 강타, 신혜성, 서지원(파이브)
- 22회: 박주아
- 26회: 홍기훈
- 27회: 김기현
- 28회: 조혜련
- 33회: 박진수
- 34회: 정준하
- 39회: 박성호
- 41회: 이주나
- 46회: 조미령
- 47회: 남궁민
- 51회: 함재희
- 53회: 컬투(정찬우, 김태균)
- 60회: 태진아
- 66회: 박준석
- 67회: 이동훈
- 71회: 김승현
- 72회: 이선정
- 73회: 로버트 할리
- 78회: 이숙
- 79회: 이시은
- 81회: 이봉원
- 82회: 하리수
- 84회: 이잎새
- 102회: 신정환
- 108회: 최주봉
- 109회: 신이
- 115회: 김빈우
- 138회: 이지현
- 148회: 자두, 김종민
- 149회: 안선영
- 159회: 전원주, 임현식
- 175회: 이매리
- 176회: 김동윤
- 190회: 이수경

## 결방 사유
- 2003년 11월 6일 : 수원컵 4개국 청소년 축구대회 한국 VS 콜롬비아 중계방송으로 인한 결방
- 2003년 11월 18일 : 국가대표 축구 평가전 한국 VS 불가리아 중계방송으로 인한 결방
- 2003년 12월 10일 : 동아시아 축구 선수권대회 한국 VS 일본 중계방송으로 인한 결방
- 2003년 12월 31일 : 특집 <SBS 8 뉴스> 편성으로 인한 결방
- 2003년 12월 31일 : 송년특집 <2003 SBS 연기대상> 편성으로 인한 결방
- 2004년 1월 21일 : 설특집 <올스타 대격돌> 편성으로 인한 결방
- 2004년 1월 22일 : 설특집 <스타 마술대회> 편성으로 인한 결방
- 2004년 1월 23일 : 설특집 <2004 강호동과 박수홍의 만명에게 물었습니다> 편성으로 인한 결방
- 2004년 3월 1일 : 특집 <SBS 8 뉴스> 편성으로 인한 결방
- 2004년 3월 3일 : 2004년 하계 올림픽 축구 예선 대한민국 VS 중국 중계방송으로 인한 결방
- 2004년 3월 12일 : <노무현 대통령 기자회견> 편성으로 인한 결방
- 2004년 3월 23일 : 청소년축구 한일전 중계방송으로 인한 결방
- 2004년 3월 24일 : 2004년 하계 올림픽 아시아 최종예선 <한국 VS 말레이시아> 중계방송으로 인한 결방
- 2004년 4월 15일 : <2004 국민의 선택> 1~5부 편성으로 인한 결방
- 2004년 4월 29일 : <흥부네 박터졌네> 마지막회 편성으로 인한 결방
- 2004년 4월 30일 : 특집 <김국진 김용만의 코치> 편성으로 인한 결방
- 2004년 6월 4일 : 제41회 대종상 영화제 편성으로 인한 결방
- 2004년 6월 9일 : 2006년 FIFA 월드컵 아시아 2차 예선 <한국 VS 베트남> 중계방송으로 인한 결방
- 2004년 6월 22일 : 4개국 국제 청소년축구 <한국 VS 미국> 중계방송으로 인한 결방
- 2004년 6월 24일 : 4개국 국제 청소년축구 <한국 VS 폴란드> 중계방송으로 인한 결방
- 2004년 7월 19일 : 2004년 AFC 아시안컵 <한국 VS 요르단> 중계방송으로 인한 결방
- 2004년 7월 21일 : 올림픽 대표팀 친선축구 <한국 VS 일본> 중계방송으로 인한 결방
- 2004년 7월 23일 : 특집 <아이엠> 편성으로 인한 결방
- 2004년 7월 27일 : 2004년 AFC 아시안컵 <한국 VS 쿠웨이트> 중계방송으로 인한 결방
- 2004년 8월 17일, 8월 19일, 8월 27일 : 2004년 하계 올림픽 특집 편성으로 인한 결방
- 2004년 8월 20일 : 2004년 하계 올림픽 탁구 여자 복식 결승전 중계방송으로 인한 결방
- 2004년 8월 24일 : 2004년 하계 올림픽 남자 핸드볼 8강전 <한국 VS 러시아> 중계방송으로 인한 결방
- 2004년 8월 30일 : 2004년 하계 올림픽 결산 특집 <영광의 순간들> 편성으로 인한 결방
- 2004년 9월 24일 : 추석특선영화 <해리 포터와 마법사의 돌> 편성으로 인한 결방
- 2004년 9월 27일 : 추석특집 <야심만만 만명에게 물었습니다> 편성으로 인한 결방
- 2004년 9월 28일 : 추석특선영화 <반지의 제왕: 두 개의 탑> 편성으로 인한 결방
- 2004년 9월 29일 : 추석특집 <2004 좋은 세상 만들기> 편성으로 인한 결방

## 참고 사항
- SBS는 <압구정 종갓집>의 2004년 3월 말 폐지를 고려하는 한편, 신동엽을 주인공으로 내세운 시트콤 <으랏차차 신가네>를 <압구정 종갓집> 후속 일일시트콤으로 기획했으나, SBS와의 조율 끝에 <압구정 종갓집>을 주 4회로 줄이는 동시에 금요일 오후 프로그램으로 배치시켰으며 <으랏차차 신가네>는 2004년 4월 28일 첫 녹화 예정이었다.[2]
- 하지만, 연예계 비리로 유죄판결을 받았던 은경표 전 MBC PD가 <으랏차차 신가네>를 기획한 것으로 밝혀져 논란이 일어나자[3] 이 프로그램의 편성은 취소되었으며 <압구정 종갓집>의 월~목 4회 편성도 무산된 바 있다.[4]
- 2004년 5월 3일부터 시간대가 8시 50분에서 9시 20분으로 변경됐다.
- 8시 50분에 방영될 당시에는 훈훈한 성격의 KBS 2TV <인간극장>과 맞붙어 시청률 부진을 면치 못했으나 2004년 5월 3일부터 9시 20분으로 시간대가 변경되면서 최성국을 투입시킨 동시에 홈 시트콤 형식을 강화했고[5] KBS 2TV 일일시트콤과 경쟁하며 시청률이 갈수록 승승장구했다.
- 백윤식은 해당 드라마와 영화 <범죄의 재구성>에서의 인기로 제2의 전성기를 맞은 중년 연예인 1위로 뽑혔다.[6]
- 이 시트콤을 끝으로 평일마다 방송되는 시트콤의 제작이 중단되었으며 해당 프로그램이 2004년 5월 3일부터 9시 20분으로 옮겨가면서 첫 회(2002년 11월 4일)부터 평일 밤 10시 30분에 편성됐다가[7] 2003년 2월 3일부터 같은 요일 밤 9시 30분으로 조정된 iTV 연예 정보프로그램 <연예로드쇼 하이파이브>는 시청률이 갈수록 떨어져 2004년 7월 5일부터 <박철의 연예로드쇼>로 새 단장하는 한편 시간대도 평일 밤 11시 50분으로 옮겨갔지만[8] 그 해 11월 있었던 iTV의 파업사태에 따른[9] 재허가 추천 거부로 인한 폐국 때문에 방영이 종료됐다.

## 수상 경력
- 2003년 SBS 연기대상 시트콤 부문 남자연기상 박준규
- 2003년 SBS 연기대상 뉴스타상 유민